# Успение Богородично (Стефанина)
„Успение на Пресвета Богородица“ (на гръцки: Ναός Κοιμήσεως της Θεοτόκου) е възрожденска православна църква в източномакедонското село Стефанина (Стибан), Егейска Македония, Гърция, част от Сярската и Нигритска епархия на Вселенската патриаршия.

## История
Храмът е построен в XVIII – XIX век. В архитектурно отношение е нетипичен за епохата си – има архитектурата на атонски скит с купол. На запад и частично на юг има трем. В 1982 година църквата е обявена за паметник на културата.